# إس. فريدريك ستار
إس. فريدريك ستار (بالإنجليزية: Stephen Frederick Starr)‏ هو جيوسياسي وعازف جاز ومؤرخ أمريكي، ولد في 24 مارس 1940.

## وصلات خارجية
- إس. فريدريك ستار على موقع ديسكوغز (الإنجليزية)